# Kunisaki
Kunisaki (国東市 Kunisaki-shi?) es una ciudad ubicada en la prefectura de Ōita, Japón.
La moderna ciudad de Kunisaki fue fundada el 31 de marzo de 2006, a partir de la fusión de la antigua ciudad de Kunisaki, absorbiendo las localidades de Aki, Kunimi y Musashi (todas del distrito de Higashikunisaki).
Al 31 de marzo de 2017, la ciudad tiene una población estimada de 29,098, con 13,223 hogares y una densidad de población de 92 km² (36 mi²). El área total es 317,84 km² (122,7 mi²).